# Вацлав I (князь Чехії)
Венцесла́в І (лат. Venceslaus), або Ва́цлав І (чеськ. Václav; бл. 907 — 28 вересня 935/936 року) — князь Богемії (921—935), християнський святий, мученик. Представник чеської династії Пржемисловичів. Син богемського князя Вратислава I і стодорської князівни Драгомири. Онук князя Боривоя I, якого охрестили Кирило та Мефодій. Мав столицю у Празькому замку. Намагався централізувати державне управління, використовуючи християнство. Сприяв латинізації Чехії за допомоги німецького кліру, витіснив церковно-словянський обряд. Збудував у Празькому замку ротонду святого Віта, на основі якої згодом постав головний чеський собор. У зовнішній політиці протистояв угорцям та німцям. За легендою убитий своїм молодшим братом Болеславом І Жорстоким. Офіційно не канонізований. Культ як місцевого святого відомий з ХІІ ст. Покровитель Чехії. Вшановується у католицькій церкві, а також ряді православних і протестантських церков. День вшанування — 28 вересня, що є також святом Чеської державності.

## Імена
- Венцеслав (лат. Wenczeslaus, Venceslaus, нім. Wentzlaw, Wenczlaw, Wentzslau) — офіційно у сереньовічних документах.
- Вацлав (чеськ. Václav, ст.-чес. Waczlaw) — у чеській історіографії.
- Венцель (нім. Wenzel) — у німецькій історіографії[3][4].
- Вячеслав — український варіант імені.
- Ва́цлав Богемський — за назвою країни.
- Венцеслав / Вацлав / Венцель Святий — як святий католицької церкви.

## Біографія
Вацлав був сином Вратислава I, князя Богемії з династії Пржемисловичів та Драгомири. Його дідусь, Боривой I з Богемії, був навернутий в християнство Кирилом і Мефодієм. Його мати, Драгомира, була дочкою язичницького вождя племені гевеллів, але була охрещена під час одруження. Його бабуся по батькові, Людмила Чеська, подбала про те, щоб він здобував освіту на старослов'янській мові, і в ранньому віці Вацлава відправили до школи в Будечі.
У 921 році, коли Вацлаву було близько тринадцяти років, його батько помер, а бабуся стала регентом. Заздрячи впливу Людмили на Вацлава, Драгомира домовилася про те, щоб її вбили. 15 вересня 921 року в замку Тетін біля Берону Людмилу вбили. За легендою, її задушили її власним шаликом. Спочатку її поховали в церкві Святого Михайла в Тетині, але її останки згодом були вивезені, можливо, Вацлавом, до церкви Святого Георгія в Празі, яку збудував його батько.
Потім Драгомира взяла на себе роль регента і негайно розпочала заходи проти християн. Коли Вацлаву було 18 років, дворяни-християни повстали проти Драгомири. Повстання було успішним, і Драгомиру відправили у вигнання до Будеча.
Після падіння Великої Моравії правителям Богемського герцогства довелося мати справу як з безперервними набігами мадярів, так і з силами саксонського та східно-франкського короля Генріха I Птахолова, який розпочав кілька східних походів на сусідні землі полабських слов'ян, батьківщину матері Вацлава. Щоб протистояти саксонському тиску, в свій час батько Вацлава Вратислав уклав союз з баварським герцогом Арнульфом, що був тоді активним супротивником короля Генріха. Однак союз втратив силу, коли Арнульф і Генріх примирилися в Регенсбурзі в 921 році.
На початку 929 року об'єднані сили герцога баварського Арнульфа та короля Генріха I Птахолова несподівано напали на Прагу та змусили Вацлава визнати Генріха І своїм сюзереном і відновити сплату данини, що була вперше накладена на Богемію ще східно-франкським королем Арнульфом Карінтійським у 895 році. Ці події, можливо, були викликані тим, що Генріх в свою чергу був змушений платити величезну данину угорцям в 926 році і потребував чеської данини, яку Вацлав, ймовірно, відмовився платити після примирення між Арнульфом і Генріхом. Іншою можливою причиною нападу було формування антисаксонського союзу між Богемією, полабськими слов'янами та угорцями.
Вацлав запровадив традицію запрошення німецьких священиків у своє князівство і підтримав латинський обряд замість старого слов'янського, який зберігався ще з часів місії солунських братів Кирила і Мефодія і під час правління Вацлава І в багатьох місцях припинив свою діяльність через брак священників. Він також збудував в 925 році в Празі церкву-ротонду на честь святого Віта (перший храм на місці Празького Собору Святого Віта), чию правицю Вацлавові подарував Генріх I Птахолов.

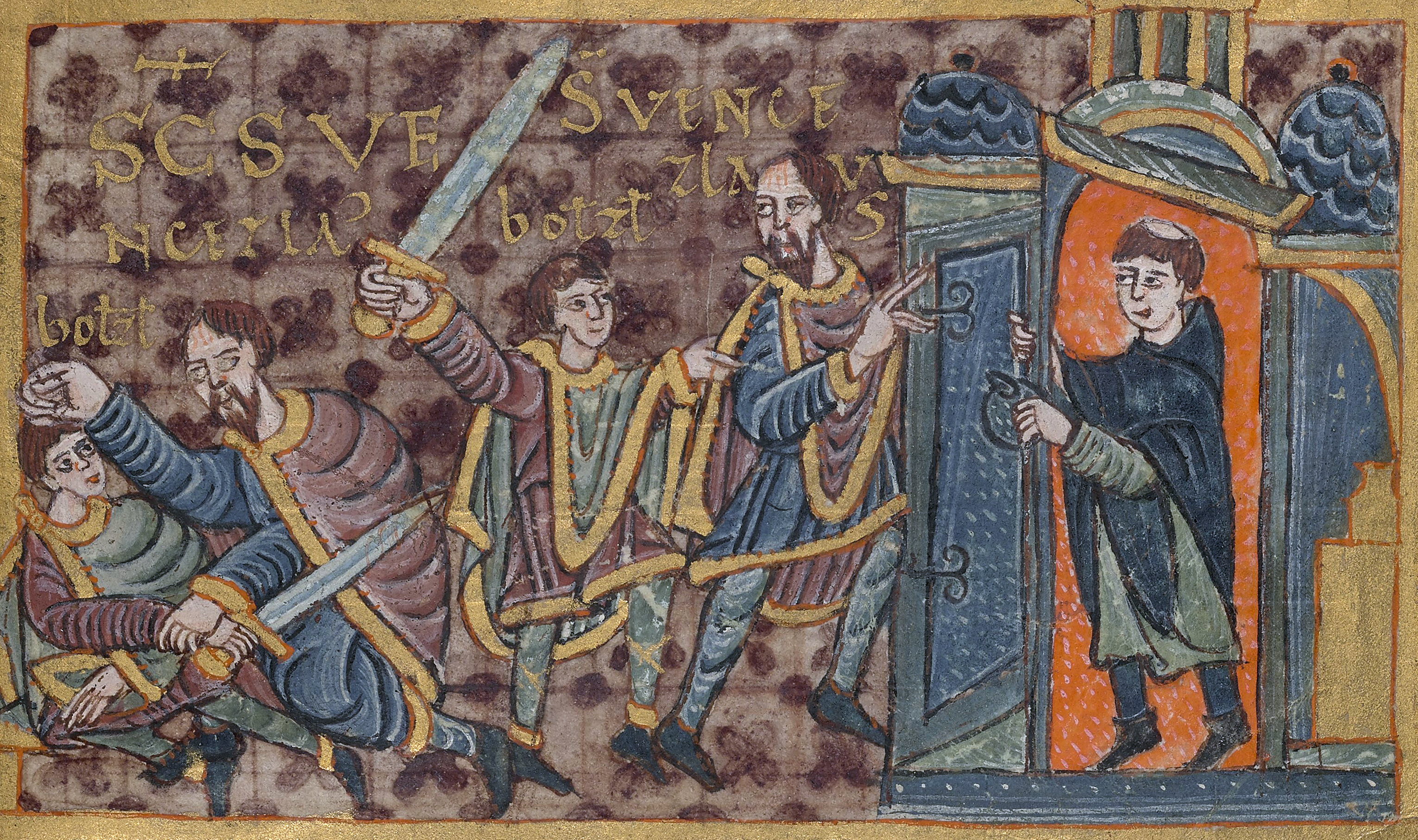
Вацлав намагається сховатись в церкві від вбивць, але християнський священник закриває пере ним двері. Мініатюра з Кодексу Гумбольда

Молодшого брата Вацлава — Болеслава виховала мати язичником. Спостерігаючи, як Вацлав втрачає владу над країною на користь східно-німецького королівства і жадаючи захопити престол, він намовив проти Вацлава комитів (шляхетних вельмож), чимало з яких продовжували сповідувати віру в язичницьких богів і організував на брата замах. Вацлав був вбитий Болеславом та його спільниками під час відзначення свята Косми і Даміана в Брандисі-над-Лабем. Прикметно, що згодом Болеслав розкаявся у скоєному, адже в день убивства в нього народився син, якого він назвав Страхквасом, що означало «страшний бенкет». Болеслав також дав обітницю посвятити сина служінню Богові.

## Вшанування
Вацлав користувався великою любов'ю свого народу, і після смерті його канонізувала церква. Він став небесним заступником Чехії.
Усипальниця Святого Вацлава у Соборі Святого Віта в Празі відразу стала й лишається об'єктом паломництва донині. Його рештки, шолом, меч та лати шанують як національну святиню. День загибелі Святого Вацлава відмічають у Чехії на державному рівні.
Ім'ям Святого Вацлава у 1848 році, році революційних перетворень, на пропозицію діячів-просвітників чеського національного відродження назвали велику площу в Новому Місті Праги. У 1912 році на ній спорудили пам'ятник князеві роботи Йозефа Мисльбека (раніше, у 1848—1879 роках, на майдані стояла статуя барокового скульптора Бендля XVII століття, нині її перенесли у Вишеград).

## Галерея

Пам'ятники
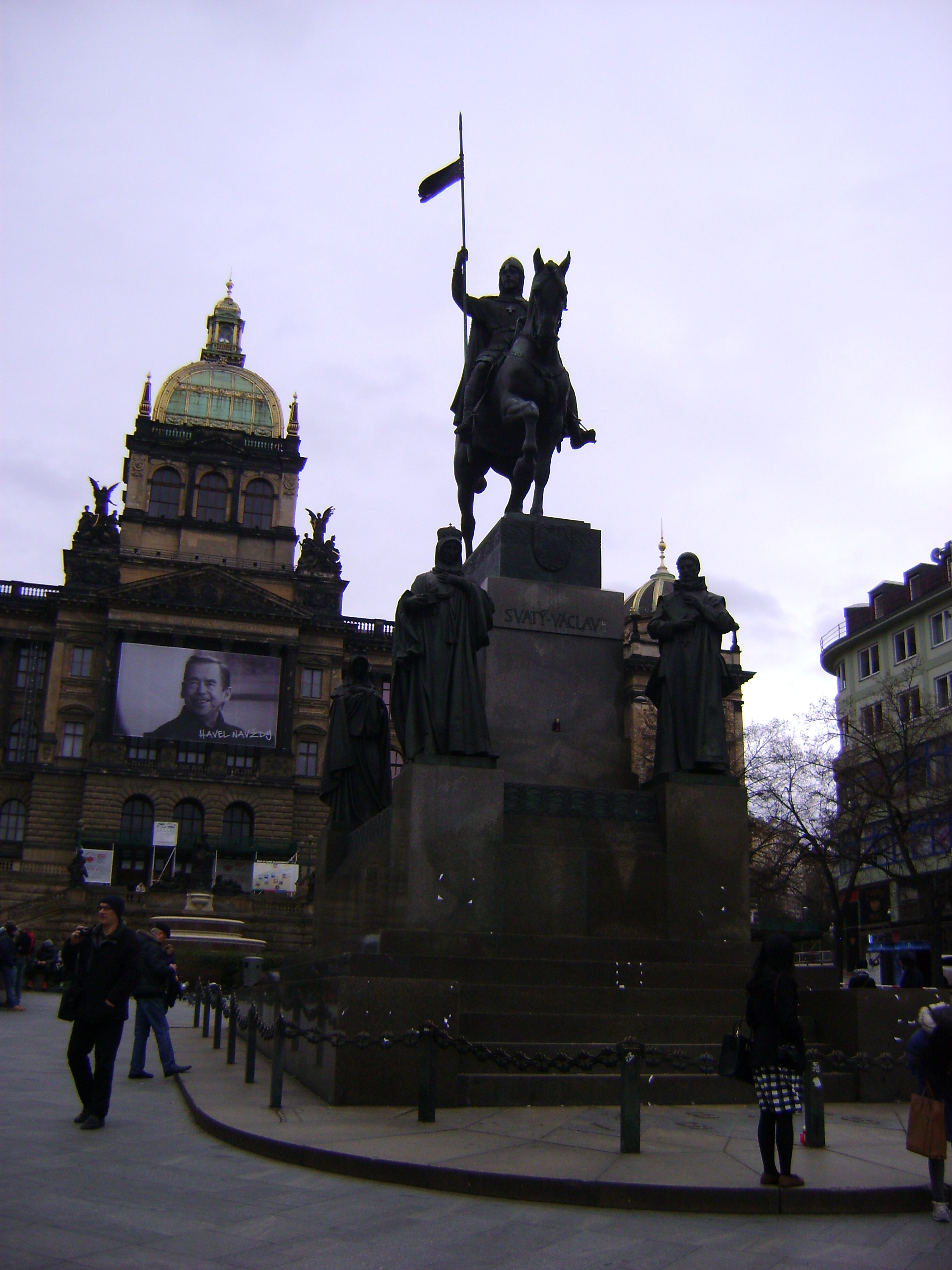
Прага, Вацлавська площа
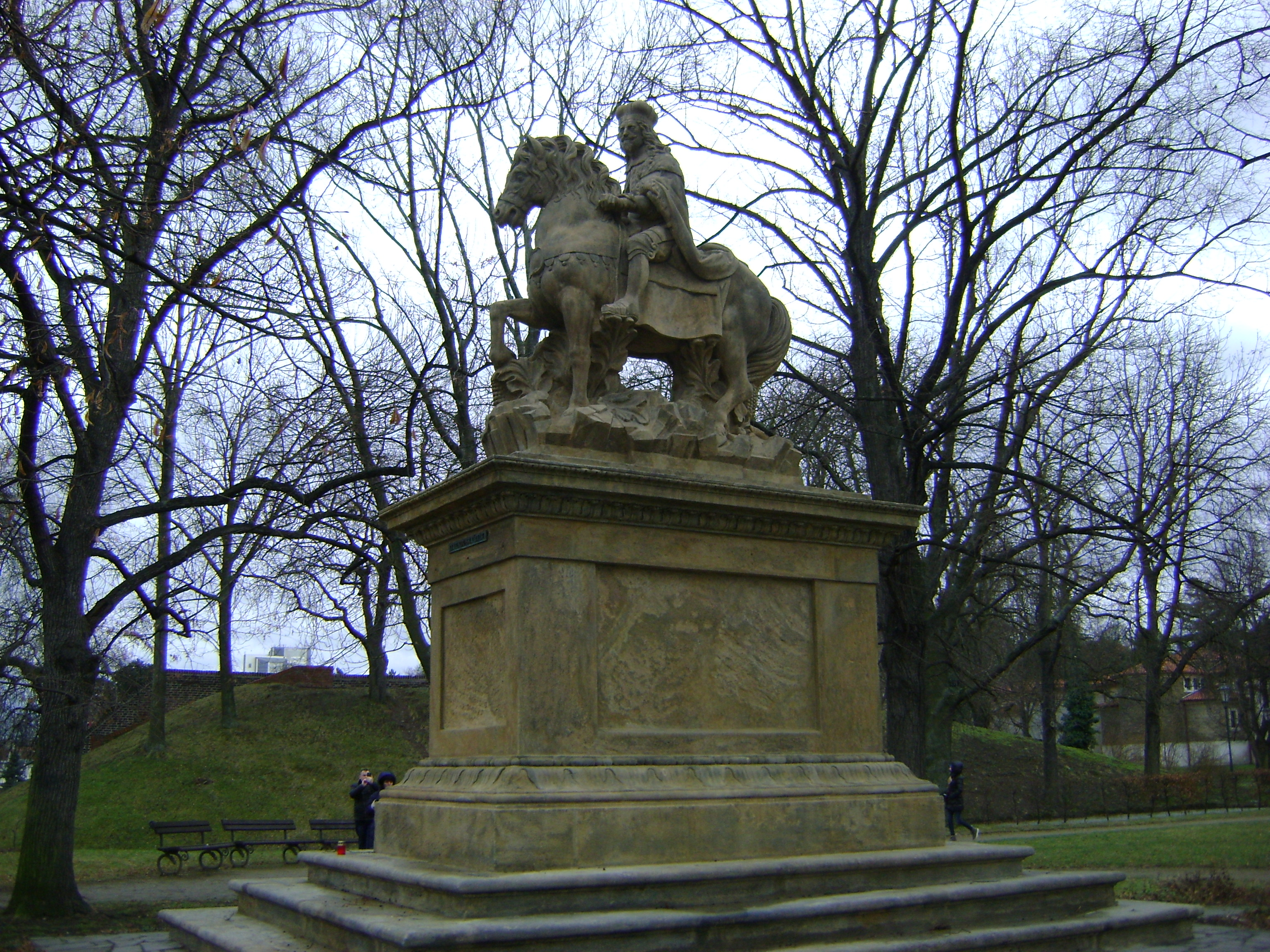
Вишеград
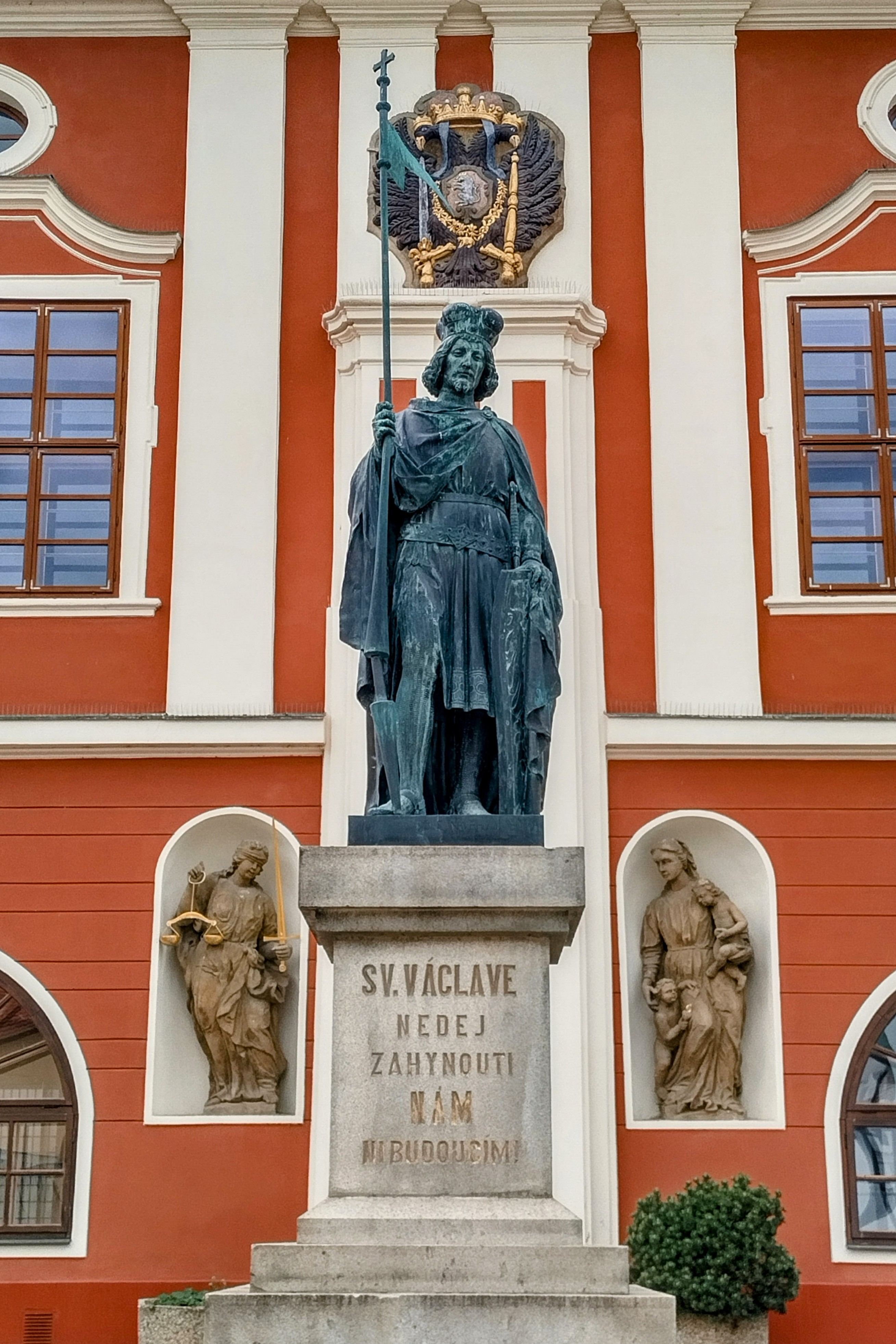
Пельгржимов
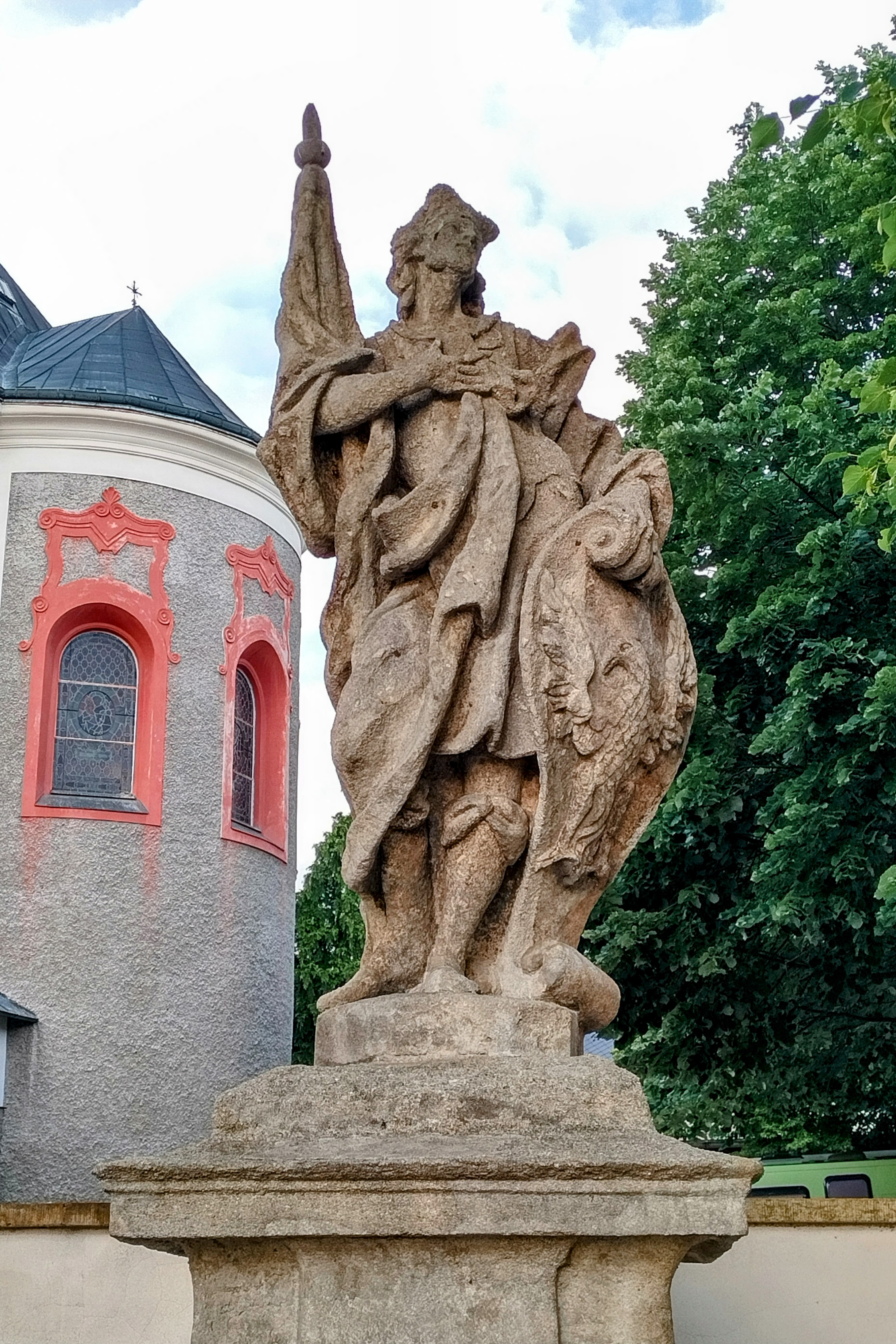
Кутна Гора
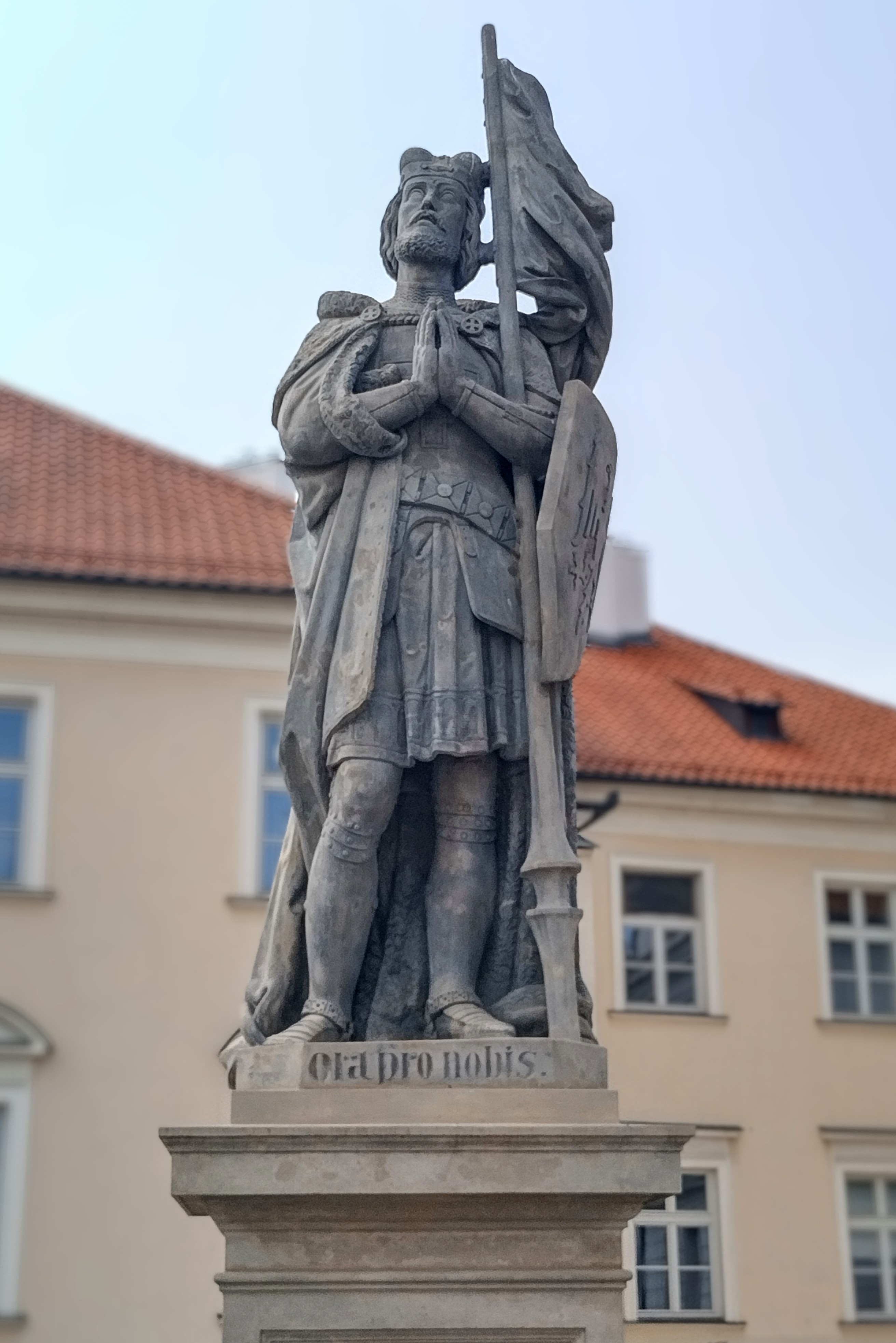
Прага, Карлів міст
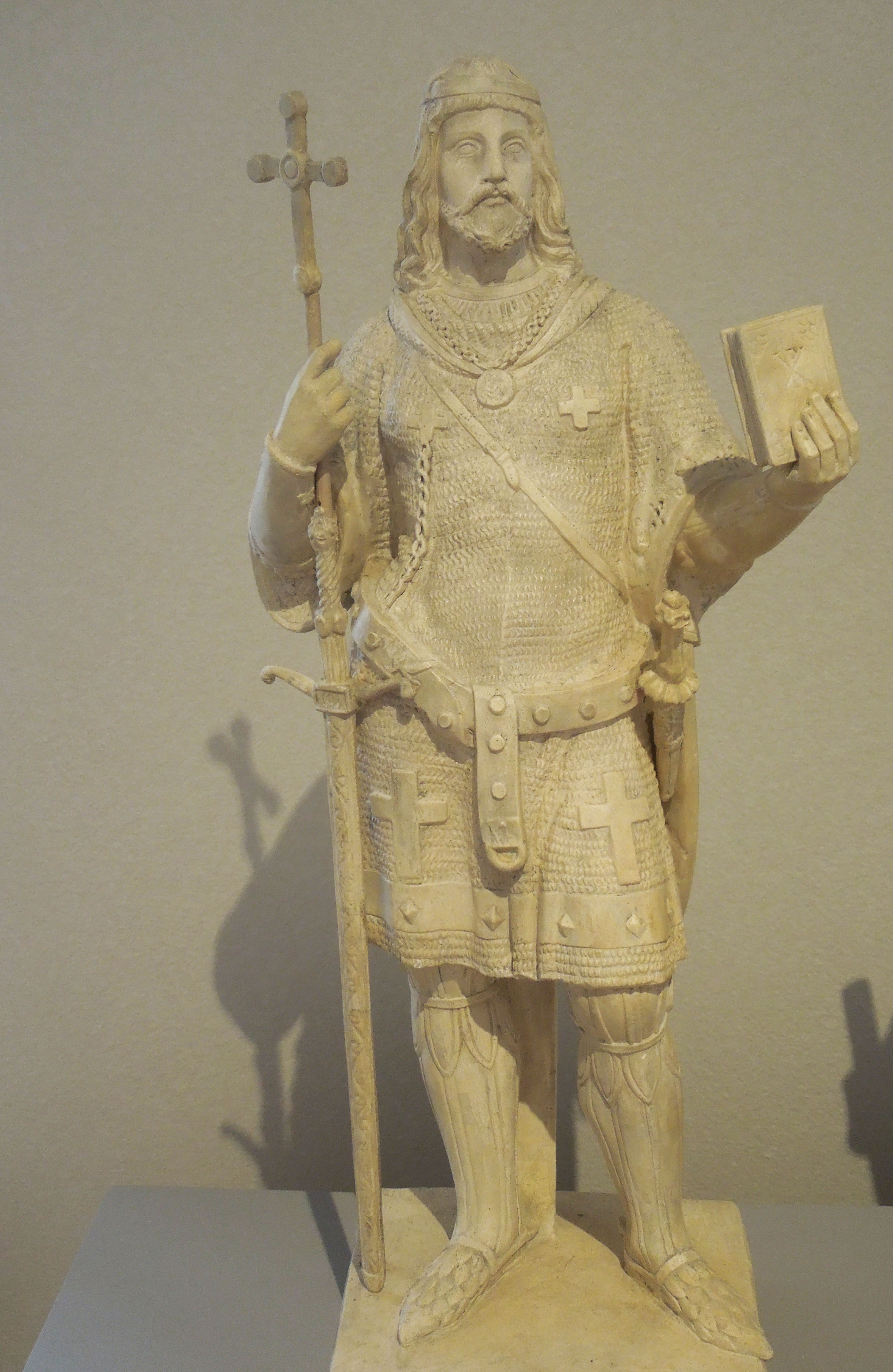
Св. Вацлав. Йозеф Макс (1842-1843)
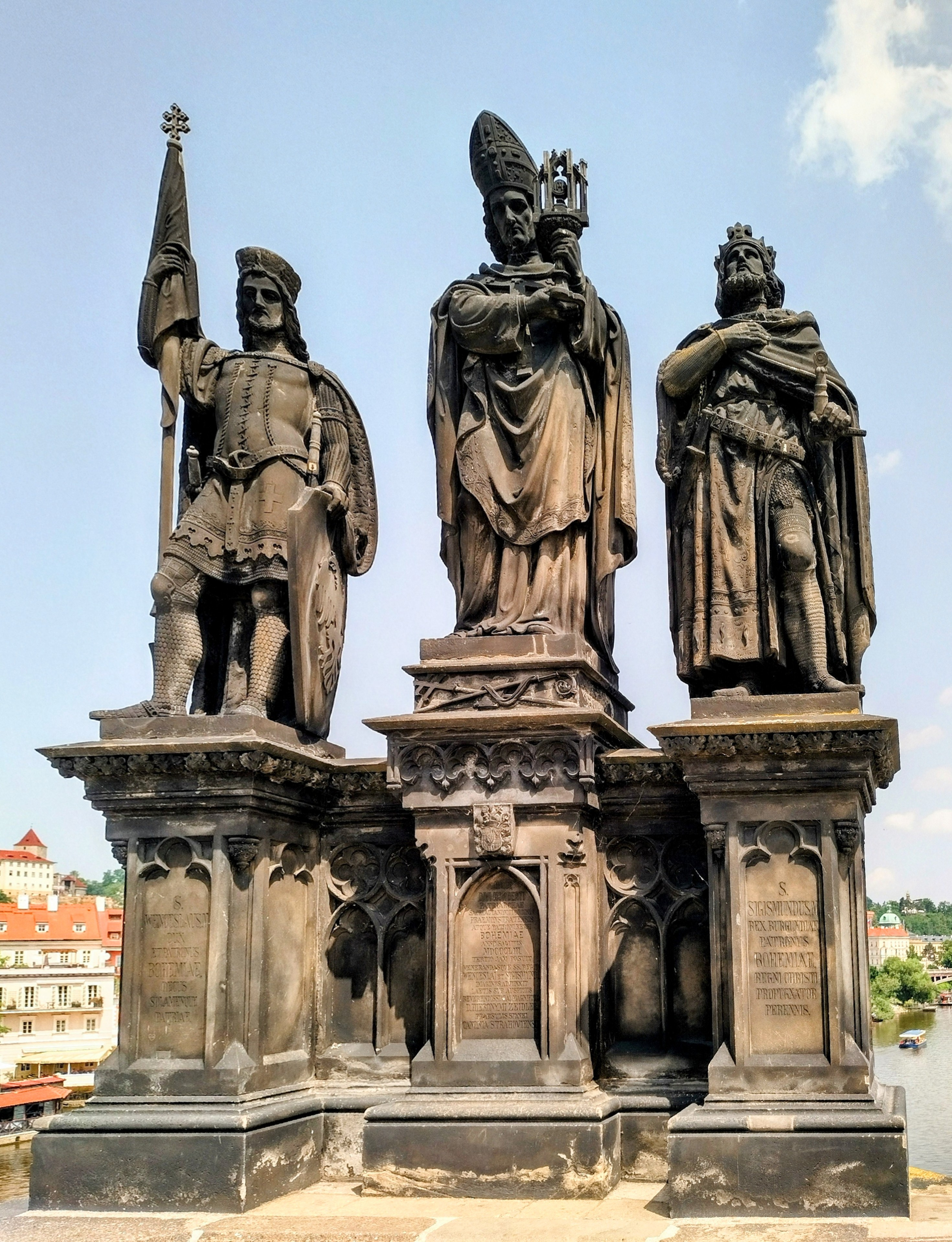
Святі Норберт, Вацлав та Сигізмунд (Карлів міст, Прага)

### Монографії
- Charvát , Petr. Václav, kníže Čechů. Praha: Vyšehrad, 2011.
- Vaníček , Vratislav. Svatý Václav. Praha ; Litomyšl: Paseka, 2014.

### Довідники
- Вацлав I Святий // Універсальний словник-енциклопедія. — 4-те вид. — К. : Теза, 2006.
- Энциклопедический словарь : в 86 т. (82 т. и 4 доп.). — СПб. : Ф. А. Брокгауз, И. А. Ефрон, 1890—1907. (рос.)